# HD 172883
HD 172883，又名BD+52 2263，SAO 31093、HR 7028，是一颗恒星，视星等为6，位于銀經81.31，銀緯22.82，其B1900.0坐标为赤經18h 37m 34.8s，赤緯+52° 22.82′ 6″。